# طرح اینکا

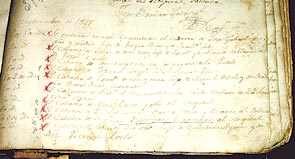
سوابق گورستان رکولتا در مورد دفن خوان بائوستیستا توپاک آمارو، که از او به عنوان پادشاه پیشنهادی برای استان‌های متحده آمریکای جنوبی نام برده شده‌است.

طرح اینکا پیشنهادی بود که در سال ۱۸۱۶ توسط مانوئل بلگرانو به کنگره توکومان ارائه شد و هدف آن تاج‌گذاری بر سر فردی از تبار قوم اینکا بود. پس از اعلام استقلال استان‌های متحد آمریکای جنوبی (به مرکزیت آرژانتین امروزی)، کنگره در مورد شکل دولت آینده بحث می‌کرد. بلگرانو پیشنهاد داد که این کشور توسط یک پادشاهی مشروطه به ریاست قوم اینکا اداره شود. این پیشنهاد از حمایت خوزه د سان مارتین، مارتین میگوئل د گومس و استان‌های شمالی برخوردار بود، اما با مقاومت شدید بوئنوس آیرس مواجه شد. کنگره در نهایت آن را رد کرد و در عوض یک دولت جمهوری‌خواه ایجاد نمود.